# Maplecreek
Maplecreek az Amerikai Egyesült Államok északnyugati részén, Washington állam Chelan megyéjében elhelyezkedő önkormányzat nélküli település.
Maplecreek postahivatala 1908 és 1918 között működött. A település nevét a közeli Maple-patakról (angolul Maple Creek) kapta.

## Fordítás
Ez a szócikk részben vagy egészben  a   Maplecreek, Washington című angol Wikipédia-szócikk ezen változatának fordításán alapul.  Az eredeti cikk szerkesztőit annak laptörténete sorolja fel. Ez a jelzés csupán a megfogalmazás eredetét és a szerzői jogokat jelzi, nem szolgál a cikkben szereplő információk forrásmegjelöléseként.